# Ниритон
Ниритон (греч. Νήριτος ή Νήριτον όρος), также Анойи (Βουνό της Ανωγής по деревне Анойи) — горы на севере острова Итака в Ионическом море. Высота 800 м над уровнем моря.
Гомер в «Одиссее» называет Нерит (Неритон, др.-греч. Νήρῐτον, лат. Neritos) «горой, одетой лесом» и «колеблющим листья», а в Каталоге кораблей в «Илиаде» «трепетолистным», потому что постоянные ветры с моря заставляли дрожать листья деревьев на это горе.